# جاتون آلفاپاتا
جاتون آلفاپاتا (به اسپانیایی: Jatun Alfapata) یک یخچال طبیعی در پرو است که در Peru, Cusco Region واقع شده‌است. جاتون آلفاپاتا ۵٬۳۹۰ متر بالاتر از سطح دریا واقع شده‌است.